# Horečka omladnic
Horečka omladnic (jiným názvem též poporodní horečka, lat. febris puerperalis) je smrtelná nemoc, jež do poznání a zavedení zásad antisepse po polovině 19. století často napadala ženy po porodu. Jde o bakteriální infekci (jejím původcem často bývá Streptococcus pyogenes).

## Příznaky
Ženě napadené horečkou omladnic výrazně stoupne tělesná teplota, vytvoří se jí vyrážka a rány začnou hnisat.
Pravděpodobnost smrti je asi 30 procent.

## Historie
Od roku 1844 pracoval maďarský lékař německého původu Ignác Filip Semmelweis ve Všeobecné vídeňské nemocnici. Na porodním oddělení, kde působili studenti medicíny, byla úmrtnost rodiček vyšší než v ostatních odděleních. Semmelweis se domníval, že studenti přenášejí na nemytých rukách nemoc z pitevny do ostatních částí nemocnice. Proto nutil studenty mýt si ruce ve chlorovém vápně, což způsobilo, že na horečku omladnic začalo umírat řádově méně žen. V roce 1849 jej propustili a úmrtnost opět vzrostla.
Později dostal Semmelweis místo porodníka v Pešti, kde znovu nutil studenty mýt si ruce a pozoroval stejně dobré výsledky. Snažil se dosáhnout obecného uznání pro svá opatření, ale lékaři až na výjimky odmítali připustit, že by nemoc způsobovali sami svýma rukama. Semmelweis navíc nebyl schopen svá pozorování dostatečně vědecky odůvodnit. Postupně se u něj začala projevovat psychická choroba, roku 1865 byl umístěn do ústavu, kde záhy zemřel patrně na následky hrubého zacházení. Jím formulované zásady asepse začaly být obecně přijímány teprve o dekádu později s Pasteurovým objevem mikroskopických původců infekce.
Ještě před Semmelweisem tvrdil také Oliver Wendell Holmes, že se mikrobi šíří na nemytých rukách, ale v praxi prevenci nezkoušel. Skotský lékař Alexander Gordon už roku 1795 publikoval dílo, kde připouštěl, že on sám jako porodník mohl být přenašečem infekce.

## Osobnosti zemřelé v důsledku horečky omladnic
- Alexandra Pavlovna Ruská
- Alžběta Augusta Falcko-Neuburská
- Jana Seymourová
- Mary Wollstonecraftová
- Phillis Wheatleyová
- Kateřina Paarová
- Marie Anna Habsburská
- Anna Svídnická
- Isabella Nevillová
- Anna Jagellonská
- Marie Leopoldina Tyrolská porodní vyčerpání
- Markéta Habsburská (nejisté) porodní vyčerpání
- Klaudie Felicitas Tyrolská porodní vyčerpání
- Klaudie Francouzská (nejisté)
- Izabela z Valois (1389–1409)
- Kateřina z Valois (1401–1437)
- Marie Vladimirovna Dolgorukovová (nejisté)
- Agafja Semjonovna Grušecká
- Vilemína Luisa Hesensko-Darmstadtská porodní vyčerpání
- Adléta Uherská (nejisté) porodní vyčerpání
- Guta Habsburská porodní vyčerpání
- Kunhuta ze Šternberka
- Anna z Foix a Candale
- Luisa Dorotea Pruská porodní vyčerpání
- Marie Antonie Habsburská porodní vyčerpání
- Matylda Fríská